# 鹤峰唇柱苣苔
鹤峰唇柱苣苔（学名：Chirita briggsioides）为苦苣苔科唇柱苣苔属下的一个种。其种加词 Briggsioides 意为“形似粗筒苣苔属植物的”。